# USS LST-640
O USS LST-640 foi um navio de guerra norte-americano da classe LST que operou durante a Segunda Guerra Mundial.